# Àstrid de Noruega
Àstrid de Noruega, princesa de Noruega (Oslo, 1932). Princesa de Noruega amb el tractament d'altesa reial des del seu naixement i fins al seu casament, fet que provocà la pèrdua dels seus drets dinàstics i del tractament d'altesa reial com a conseqüència d'haver-se casat morganàticament.
Nascuda el dia 12 de febrer de l'any 1932 al Palau Reial d'Oslo sent filla del rei Olaf V de Noruega i de la princesa Marta de Suècia. La princesa era neta del rei Haakon VII de Noruega i de la princesa Maud del Regne Unit per via paterna mentre que per via materna ho era del príncep Carles de Suècia i de la princesa Ingeborg de Dinamarca.
Durant la Segona Guerra Mundial, la princesa, junt amb la resta de la família reial, s'exiliaren primer a Suècia, i després al Regne Unit i als Estats Units. Retornats a Noruega l'any 1945, la princesa Àstrid esdevingué primera dama de Noruega a partir de la mort de la seva mare el 1954 i fins al casament del seu germà l'any 1968, època en la qual treballà al costat del seu pare en nombroses representacions reials i obligacions oficials.
El 12 de gener de l'any 1961, la princesa es casà amb el noruec divorciat Johan Martin Ferner als afores d'Oslo. La parella ha tingut cinc fills:
- Caterina Ferner Johansen
- Benedicta Ferner
- Alexandre Ferner
- Elisabet Ferner
- Carles Cristià Ferner

La princesa és patrona de diverses organitzacions i participa en diverses activitats vinculades a la Casa Reial. Particularment interessada en la canalla que pateix la dislèxia fruit de la seva pròpia experiència d'infància i adolescència.
Arran del seu matrimoni perdé els seus drets dinàstics i el tractament d'altesa reial. A partir de 1961 ha estat coneguda com a Princesa Àstrid de Noruega, senyora Ferner.